# Mark Szücs
Mark Szücs (Toronto, 4 novembre 1976) è un allenatore di hockey su ghiaccio ed ex hockeista su ghiaccio austriaco.

## Carriera
Nato in Canada da padre ungherese e madre austriaca, è in possesso dalla nascita sia della nazionalità canadese che di quella materna.
Dopo gli anni universitari, si è trasferito in Austria: per una stagione (1999-2000) giocò con il Feldkirch, che tuttavia fallì. Nella stagione successiva è passato ai Black Wings Linz di cui è divenuto una bandiera: vi ha giocato fino al 2010, divenendo dopo il ritiro assistente allenatore del team. Nella stagione 2021-2022 è stato anche head coach ad interim per due brevi periodi: dopo il licenziamento di Dan Ceman e dopo le dimissioni di Raimo Summanen.
Nel 2002-2003 i Black Wings si sono aggiudicati il titolo, ed il gol decisivo fu messo a segno da Szücs.
Ha a lungo militato anche nella nazionale austriaca, con cui ha preso parte a tre mondiali élite (2002, 2003 e 2004) e uno di prima divisione (2006).

## Palmarès
- Österreichische Eishockey-Liga: 1

Black Wings Linz: 2002-2003